# Kielce
Kielce ['kʲɛlt͡sɛ] (anhörenⓘ) ist die Hauptstadt der Woiwodschaft Heiligkreuz im Südosten von Polen, rund 120 km nordöstlich von Krakau und rund 170 km südlich der Hauptstadt Warschau gelegen. Kielce steht mit rund 200.000 Einwohnern auf der Liste der Städte Polens auf dem achtzehnten Platz.
Die kreisfreie Großstadt im Heiligkreuzgebirge ist Sitz zweier Hochschulen und des Bistums Kielce der römisch-katholischen Kirche Polens. Kielce ist Verarbeitungs- und Handelszentrum landwirtschaftlicher Erzeugnisse sowie bedeutender Standort der Metall- und Nahrungsmittelindustrie.

## Geschichte
Im 10. Jahrhundert wurde die St.-Adalbert-Kirche gebaut. Später kam eine Kirche auf dem Schlosshügel hinzu.
1212 war die erste urkundliche Erwähnung von Kielce.
1227 erhielt die Stadt das Stadtrecht. In der zweiten Hälfte des 13. Jahrhunderts litt die Stadt unter dem Mongolensturm. Allerdings erholte sie sich schnell wieder.
Im 14. Jahrhundert wurde Kielce das Magdeburger Stadtrecht verliehen. 1496 erhielt es sein Wappen durch den Gnesener Erzbischof, Kardinal Friedrich Jagiello, aus dem Geschlecht der Jagiellonen. Die goldenen Buchstaben CK bedeuten Civitas Kielcensis (Bürgerschaft von Kielce).
Durch die Entwicklung des Eisenerzbergbaus wuchs Kielce im 16. und 17. Jahrhundert schnell an. Der Zustrom von Italienern, Ungarn, Deutschen und Slowaken prägte die Stadt. 1645 zählte sie etwa 1250 Einwohner. Die Stadt erhielt während dieser Zeit ein Schloss, die Kirche der Heiligen Dreifaltigkeit, ein Zisterzienserkloster und ein Krankenhaus. Der Angriff der Schweden und die nachfolgenden Wirren durch Plünderungen und Seuchen stoppten die positive Entwicklung.
Durch die Dritte Teilung Polens fiel Kielce 1795 an Österreich und wurde an Galizien angegliedert. Kielce wurde zum Sitz eines der 13 Kreise Westgaliziens. 1809 kam es zum Herzogtum Warschau, das ab 1815 als Kongresspolen unter russischer Oberherrschaft stand. Kielce gewann im Jahr 1816 gegen Miechów, Pilica und Pińczów als Kandidat für die neue Hauptstadt der Woiwodschaft Kraków, nachdem die Republik Krakau mit Krakau ausgegliedert wurde. 1837 wurde die evangelisch-augsburgische Gemeinde in Kielce aus Radom ausgegliedert.
Der Aufschwung am Ende des 19. und Anfang des 20. Jahrhunderts machte sich in Kielce vor allem durch den Anschluss an das polnische Eisenbahnnetz 1885 bemerkbar. Bei der ersten Volkszählung im Russischen Kaiserreich im Jahre 1897 wurde eine Einwohnerzahl von 23.178 festgestellt.
1919 wurde Kielce im wieder entstandenen Polen Hauptstadt der gleichnamigen Woiwodschaft. 1939 lebten 71.000 Menschen in der Stadt.
Beim deutschen Überfall auf Polen wurde Kielce am 4. September 1939 von der Wehrmacht besetzt. Die SS richtet 1941 das Ghetto Kielce ein.
Kielce war gleichzeitig ein wichtiges Zentrum des polnischen Widerstandes. In und um Kielce waren verschiedene Partisanengruppen tätig (Hubalczycy). Aber auch geheime Bildungseinrichtungen bis zum Universitätsniveau waren vertreten und verhinderten ein völliges Absinken des Wissensniveaus. Im Verlauf der Weichsel-Oder-Operation wurde Kielce am 15. Januar 1945 von der Roten Armee eingenommen.
Im Juli 1946 kam es in der Stadt zum Pogrom von Kielce, bei dem ein lokaler polnischer Mob unter den Augen von Polizei und Armee jüdische Holocaust-Überlebende und Heimkehrer aus der Sowjetunion attackierte, 42 von ihnen ermordete und etwa 80 weitere verletzte.

## Verkehr
Kielce liegt an den Bahnstrecken Warschau–Krakau und Kielce–Tschenstochau.

## Sehenswürdigkeiten

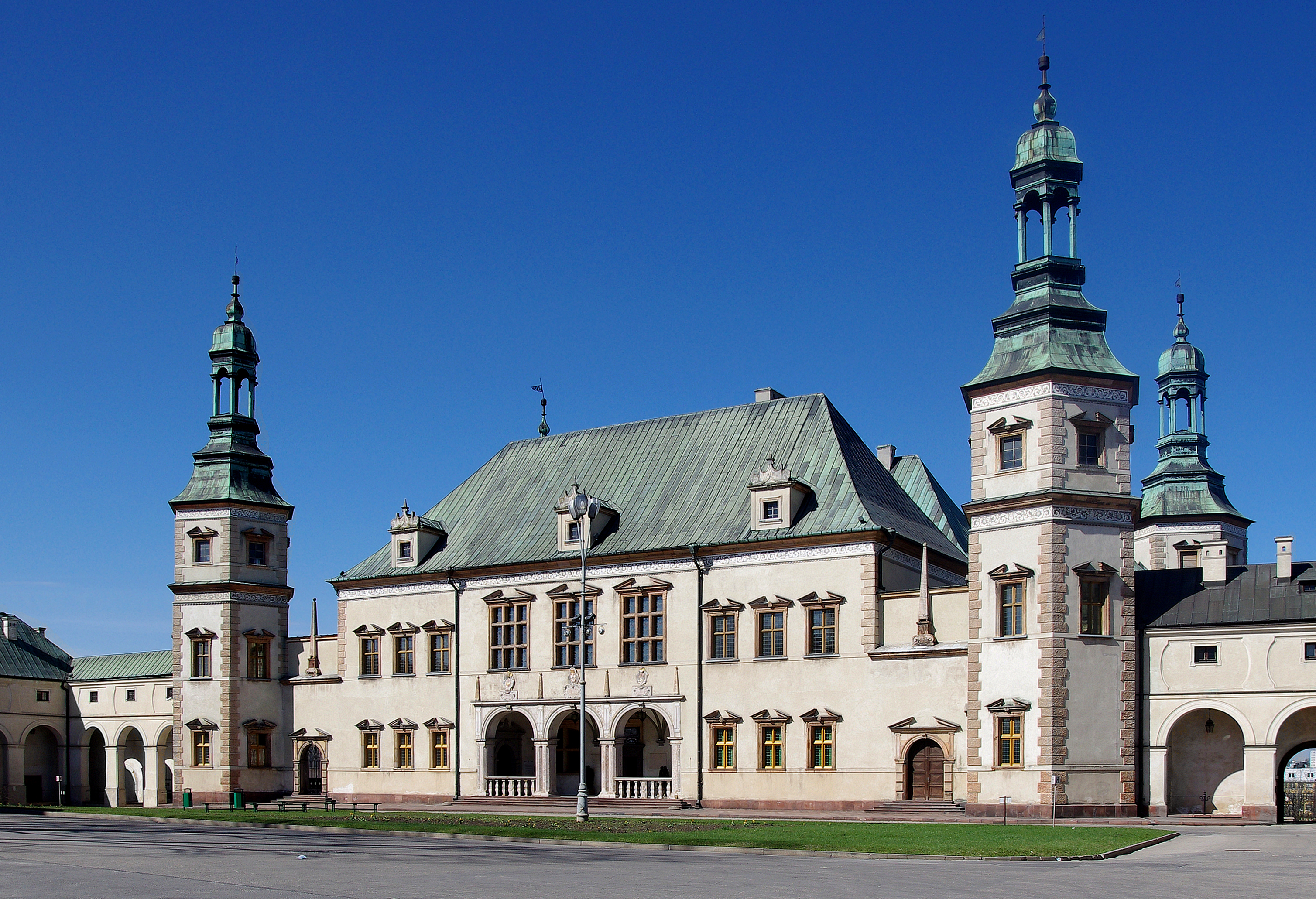
Bischofspalast

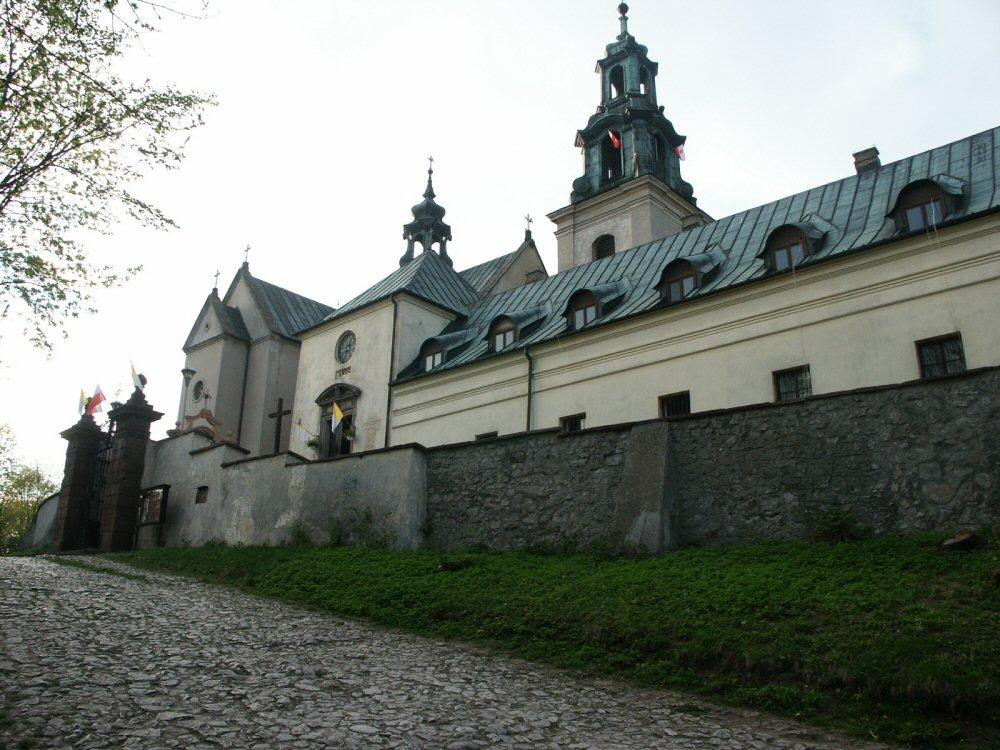
Bernhardinerkloster in Kielce

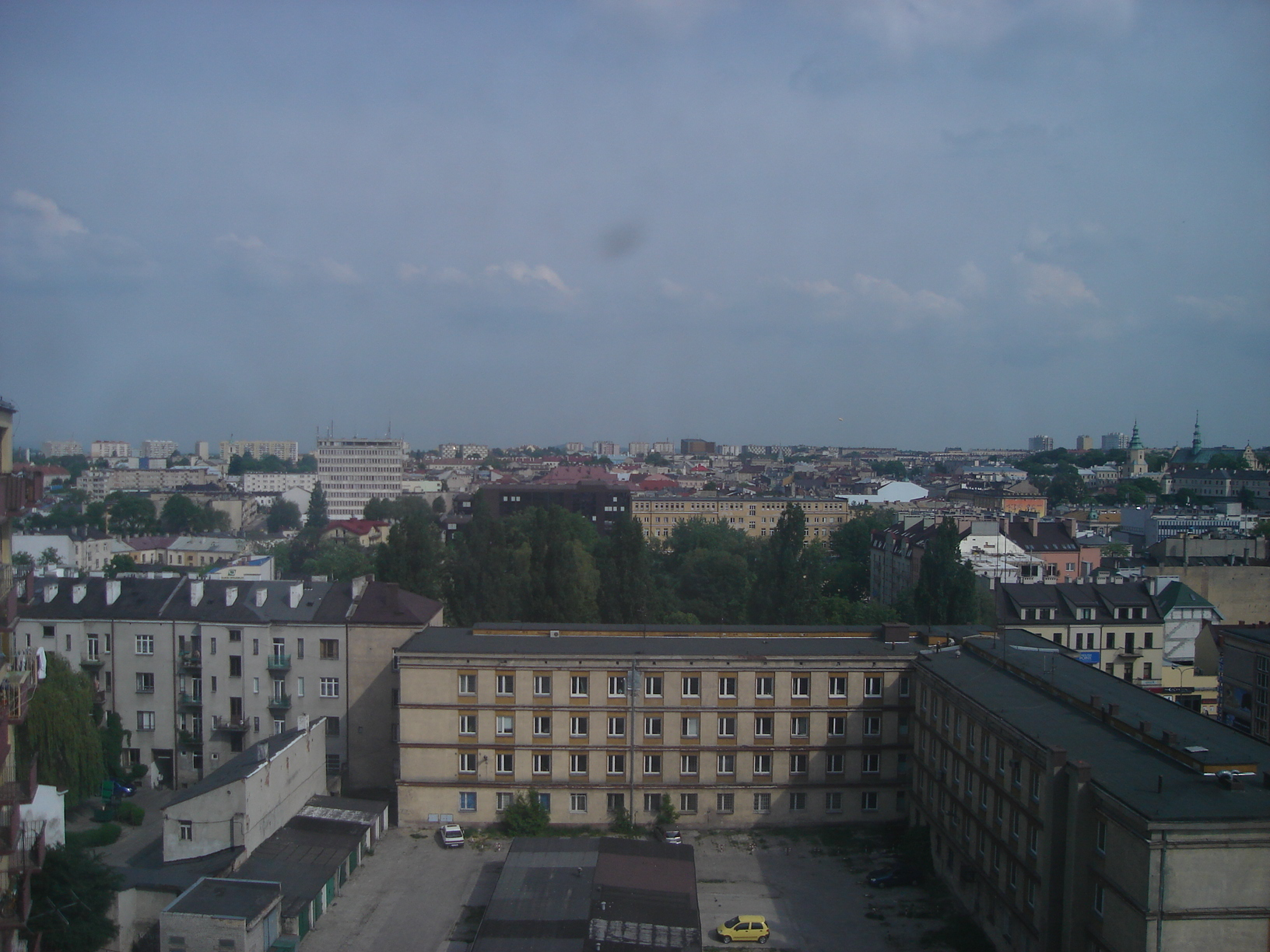
Kielce Zentrum

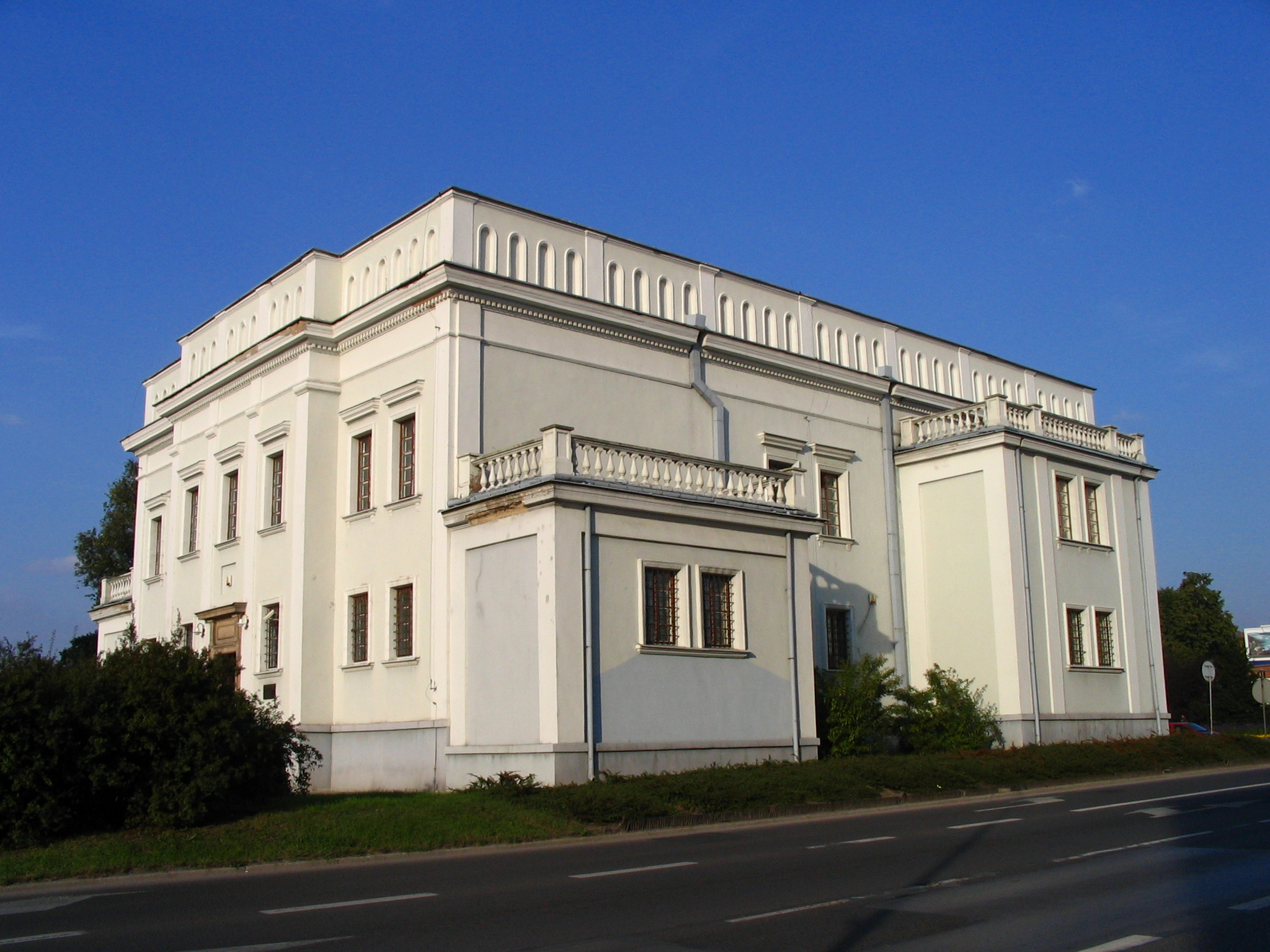
Synagoge Kielce

- Nationalmuseum im ursprünglich barocken, ehemaligen Bischofspalast Kielce
- Kathedrale von Kielce mit Schatzkammer
- Kloster auf dem Karczowka-Hügel (17. Jh.)
- Rathaus im Stil des Klassizismus (erste Hälfte des 19. Jh.)
- Zieliński-Palast
- Ehemaliges Gefängnis (aus dem 19. und 20. Jhd.)

### Jüdischer Friedhof
Im  Jahr 1868 errichtete die Jüdische Gemeinde von Kielce einen Friedhof, auch Pakosz-Friedhof genannt. Am 23. Mai 1943 wurden dort von deutschen Polizeieinheiten 43 jüdische Kinder im Alter von 15 Monaten bis 15 Jahren erschossen. Dieses Ereignis ist als Friedhofsmassaker von Kielce bekannt.
1987 wurde der Friedhof mit Mitteln der Stiftung der Familie Nissenbaum und der Kielce Jewish Society in New York unter Vorsitz von William Mandell restauriert.

## Bildung
- Seit 1969 gibt es die Humanistisch-Naturwissenschaftliche Universität Kielce (Uniwersytet Humanistyczno-Przyrodniczy Jana Kochanowskiego w Kielcach).
- Seit 1974 gibt es die Technische Universität Kielce (Politechnika Świętokrzyska w Kielcach) in der Stadt.
- 1993 wurde die Hochschule für Wirtschaft und Handel Kielce gegründet.

## Sport
Der Handballverein KS Vive Targi Kielce spielt in der höchsten polnischen Liga und gewann im Jahr 2016 die Champions League. Der Fußballverein Korona Kielce spielt in der obersten polnischen Fußballliga Ekstraklasa.

## Politik

### Stadtpräsident
An der Spitze der Stadtverwaltung steht ein Stadtpräsident, der von der Bevölkerung direkt gewählt wird. Von 2002 bis 2018 war dies Wojciech Lubawski, anschließend Bogdan Wenta, der 2024 darauf verzichtete, erneut anzutreten. Seither ist Agata Wojda von der Platforma Obywatelska Stadtpräsidentin.
Die turnusmäßige Wahl 2024 brachte folgendes Ergebnis:
- Agata Wojda (Koalicja Obywatelska) 33,6 % der Stimmen
- Marcin Stępniewski (Prawo i Sprawiedliwość) 25,1 % der Stimmen
- Maciej Bursztein (Wahlkomitee „Maciej Bursztein – freundliches Kielce“) 18,6 % der Stimmen
- Kamil Suchański (Überparteiliche Koalition für Kielce) 14,3 % der Stimmen
- Adam Cyrański (Trzecia Droga) 3,7 % der Stimmen
- Marcin Chłodniki (Lewica) 3,5 % der Stimmen
- Übrige 1,2 % der Stimmen

Damit wurde eine Stichwahl zwischen Wojda und Stępniewski notwendig, in der sich Agata Wojda mit 56,5 % der Stimmen durchsetzen konnte und zur neuen Stadtpräsidentin gewählt wurde.
Bei der Wahl 2018 trat Amtsinhaber Lubawski mit einem eigenen Wahlkomitee an, wurde aber auch von der PiS unterstützt. Die Abstimmung brachte folgendes Ergebnis:
- Bogdan Wenta (Wahlkomitee „Bogdan-Wenta-Projekt Heiligkreuz“) 37,6 % der Stimmen
- Wojciech Lubawski (Wahlkomitee Wojciech Lubawski) 29,2 % der Stimmen
- Piotr Liroy-Marzec (KORWiN) 16,0 % der Stimmen
- Artur Gierada (Koalicja Obywatelska) 7,4 % der Stimmen
- Krzystof Adamczyk (Polskie Stronnictwo Ludowe) 4,5 % der Stimmen
- Marcin Chłodniki (Sojusz Lewicy Demokratycznej/Lewica Razem) 4,1 % der Stimmen
- Übrige 1,1 % der Stimmen

Damit wurde eine Stichwahl zwischen Wenta und Lubawski notwendig, in der sich der ehemalige Handballnationalspieler und -trainer Wenta mit 61,3 % der Stimmen gegen den bisherigen Amtsinhaber durchsetzen konnte.

### Stadtrat
Der Stadtrat besteht aus 25 Mitgliedern und wird direkt gewählt. Die Stadtratswahl 2024 führte zu folgendem Ergebnis:
- Prawo i Sprawiedliwość (PiS) 30,2 % der Stimmen, 10 Sitze
- Koalicja Obywatelska (KO) 28,9 % der Stimmen, 10 Sitze
- Wahlkomitee „Maciej Bursztein – freundliches Kielce“ 14,9 % der Stimmen, 4 Sitze
- Trzecia Droga (TD) 9,1 % der Stimmen, kein Sitz
- Überparteiliche Koalition für Kielce 8,3 % der Stimmen, kein Sitz
- Lewica 6,5 % der Stimmen, 1 Sitz
- Übrige 2,1 % der Stimmen, kein Sitz

Die Stadtratswahl 2018 führte zu folgendem Ergebnis:
- Prawo i Sprawiedliwość (PiS) 27,9 % der Stimmen, 11 Sitze
- Wahlkomitee „Bogdan-Wenta-Projekt Heiligkreuz“ 19,9 % der Stimmen, 7 Sitze
- Koalicja Obywatelska (KO) 18,1 % der Stimmen, 6 Sitze
- Sojusz Lewicy Demokratycznej (SLD) / Lewica Razem (Razem) 7,5 % der Stimmen, 1 Sitz
- Polskie Stronnictwo Ludowe (PSL) 7,2 % der Stimmen, kein Sitz
- Wahlkomitee Wojciech Lubawski 7,1 % der Stimmen, kein Sitz
- KORWiN 5,3 % der Stimmen, kein Sitz
- Kukiz’15 4,0 % der Stimmen, kein Sitz
- Wahlkomitee Parteilose Selbstverwalter 2,1 % der Stimmen, kein Sitz
- Übrige 0,9 % der Stimmen, kein Sitz

### Partnerstädte
Partnerstädte von Kielce sind
- Gotha, Deutschland
- Winnyzja, Ukraine
- Budapest, Ungarn
- Ramla, Israel
- Orange, Frankreich
- Yuyao, Volksrepublik China

Mit den Städten Sandviken in Schweden und Bacău in Rumänien arbeitet die Stadt zusammen, ohne dass es ausdrückliche Partnerschaftsabkommen gibt.

## Persönlichkeiten

### Söhne und Töchter der Stadt
- Leo Pantocsek (1812–1893), ungarischer Chemiker und Fotopionier
- Władysław Skłodowski (1832–1902), Lehrer, Biologe, Journalist und Übersetzer
- Fjodor Ippolitowitsch Schtscherbatskoi (1866–1942), russischer Indologe mit dem Schwerpunkt Buddhismus
- Leopold Binental (1886–1944), Musikwissenschaftler und -pädagoge
- Władysław Karaś (1893–1942), Sportschütze
- Marian Suski (1905–1993), Fechter
- Szmul Potasznik (1909–1943), jüdisch-marxistischer Widerstandskämpfer, hingerichtet in Belgien
- Marianne Neugebauer-Iwanska (1911–1997), Malerin und Mosaikkünstlerin
- Leon Rodal (1913–1943), Journalist, Aktivist der revisionistisch-zionistischen Partei, Mitgründer und einer der Anführer des Jüdischen Militärverbandes Żydowski Związek Wojskowy
- Leszek Drogosz (1933–2012), Boxer
- Bohdan Andrzejewski (* 1942), Fechter
- Paweł Łączkowski (* 1942), Politiker
- Krzysztof Janik (* 1950), Politiker und Politologe
- Radosław Nowakowski (* 1955), Autor, Übersetzer, Verleger und Schlagzeuger
- Marek Prawda (* 1956), Diplomat
- Włodzimierz Pawlik (* 1958), Jazz-Pianist und Komponist
- Bartłomiej Sienkiewicz (* 1961), Politiker
- Michał Sołowow (* 1962), Unternehmer
- Kazimierz Michał Ujazdowski (* 1964), Politiker, Mitglied des Europäischen Parlaments
- Dagmara Domińczyk (* 1976), US-amerikanische Schauspielerin
- Maja Wolny (* 1976), Autorin
- Tomasz Tłuczyński (* 1979), Handballspieler
- Marika Domińczyk (* 1980), US-amerikanische Schauspielerin
- Edyta Herbuś (* 1981), Tänzerin und Schauspielerin
- Agata Wojda (* 1981), Politikerin
- Paweł Brożek (* 1983), Fußballspieler
- Piotr Brożek (* 1983), Fußballspieler
- Jakub Łucak (* 1989), Handballspieler
- Karolina Młodawska (* 1996), Leichtathletin
- Bartłomiej Bis (* 1997), Handballspieler
- Wiktor Długosz (* 2000), Fußballspieler
- Marcin Patrzałek (* 2000), perkussiver Fingerstyle-Gitarrist, Komponist und Produzent
- Julia Niewiadomska (* 2002), Handballspielerin
- Leon Krysiak (* 2005), Squashspieler

### Personen mit Bezug zu Kielce
- Karl Hans Drechsel (1904–1946), ab 1940 Stadthauptmann in Kielce